# Кукушкин, Никита Андреевич
Ники́та Андре́евич Куку́шкин (род. 14 ноября 1990, Москва) — российский актёр театра, кино и дубляжа.

## Биография
Родился 14 ноября 1990 года в Москве. Отца не знал, носит фамилию матери и придуманное ею отчество. Учился в школе с театральным уклоном «Класс-центр». В подростковом возрасте выступал в Детском музыкальном театре юного актёра. Позднее заочно поступал в колледж культуры, но забрал документы после нескольких месяцев учёбы. Далее учился в классе Кирилла Серебренникова в Школе-студии МХАТ, после окончания продолжил работать под руководством Серебренникова в «Седьмой студии» и «Гоголь-центре». Играл в ряде спектаклей театра. В 2019 году поставил в «Гоголь-центре» свою первую режиссёрскую работу — спектакль «Боженька» по пьесе Валерия Печейкина.
За исполнение роли в кинофильме «Класс коррекции» получил Специальный приз жюри фестиваля «Амурская осень». Снимался во второстепенных ролях фильмов «Околофутбола», «Хармс», «Капитан Волконогов бежал», «Притяжение», телесериалов «Кадетство», «Метод», «Хождение по мукам», «Колл-центр».
В 2020 году снялся в антиутопическом веб-сериале о России будущего «амроН» театрального режиссёра Максима Диденко. С лета 2020 года совместно с актёром Александром Палем вёл юмористическое шоу «Утренняя передача» на хостинге YouTube. Кукушкин нередко появляется в других популярных видеоработах, например, видеоклипах.
Волонтёр, является организатором ряда благотворительных проектов, таких, как «Добрый ящик» (помощь малоимущим) и «#явпомощь» (помощь пенсионерам во время пандемии коронавируса). Участвовал в ликвидации последствий наводнения в Краснодарском крае. Вместе с другими известными актёрами записал видео в поддержку фигурантов «Московского дела». В декабре 2020 года запустил благотворительную инициативу «Помощь». В рамках инициативы было создано мобильное приложение, в котором на карте отображаются профили реальных людей, нуждающихся в помощи, а также их истории. Пользователи сервиса жертвуют средства, например, на потребительскую корзину. Сервис ежеквартально и ежегодно отчитывается перед пользователями, предоставляя фото и чеки совершённых покупок.
В октябре 2021 года стал амбассадором в TikTok России просветительского челленджа «Тинькофф банка» и благотворительной организации «Журавлик» против детского буллинга. В сентябре 2022 года уехал с семьёй из России в Германию. Работает в театре, снимается в кино. 16 февраля 2024 года был признан иностранным агентом Минюстом РФ.

## Личная жизнь
Женат с 2016 года на актрисе Анне Назаровой (род. 1992). Дочь София (род. 2016), сын Мирон (род. 2024).

## Гоголь-центр
Актёрские работы
- 2014 — (М) Ученик — Вениамин Юджин (школьник)
- 2014 — Мёртвые души — Алкид / Волчонок / Дама приятная
- 2015 — Кому на Руси жить хорошо — Мужики / Демьян, Клим / Бонги, ударные
- 2016 — Кавка — Одрадек, персонаж из рассказа / Иван, работник в школе плавания / доктор Гофман / Зверь / ударные
- 2017 — Маленькие трагедии
- 2018 — Барокко
- 2021 — Человек без имени — В главной роли

Режиссёрские работы
- 2019 — Боженька

## Фильмография
- 2006 — Своя чужая сестра — Колька
- 2006 — Кадетство — Коля, непоступивший абитуриент
- 2013 — Околофутбола — Малой, брат Ярого
- 2013 — Погружение — Ваня
- 2014 — Класс коррекции — Миша
- 2015 — Метод — Фёдор Яшин (маньяк «Субботник», протипы — Академовские маньяки)
- 2016 — Дуэлянт — молодой унтер-офицер
- 2016 — Квартет — Душа
- 2017 — Хармс — племянник Сно
- 2017 — Притяжение — Рус (Руслан)
- 2017 — Хождение по мукам — Антоша Арнольдов
- 2019 — Главбух. История одной фирмы — Евгений, бухгалтер
- 2020 — Алиса — Егор
- 2020 — Колл-центр — клиент Джеммы
- 2020 — Закон и беспорядок — Дикий Джереми
- 2021 — Северный ветер — профессор Жгутик
- 2021 — Капитан Волконогов бежал — «Малёк» Веретенников
- 2022 — Идентификация — бритоголовый
- 2022 — Карамора — Брем
- 2025 — Пойман с поличным — TBA